# Voivodats de Polònia
Des de principis del segle XIV Polònia ha estat dividida en diversos voivodats. Durant el segle xx es van donar les següents variacions :
- 1921-1939: 15 + 1 voivodats + 1 Regió autònoma de Silèsia
- 1940-1945: Segona Guerra Mundial, Ocupació per l'Alemanya Nazi i l'URSS.
- 1945-1975: 14 + 2 voivodats, després 17 + 5.
- 1975-1998: 49 voivodats.
- A partir del 1999 Polònia consta de 16 voivodats.

Tant els seus noms com les seves àrees corresponen amb les regions històriques de Polònia.
| Abreviatura | Voivodat             | nom (polonès)       | escut                | superfície (en km²) | població  | capital                          | Mapa                 |
| ----------- | -------------------- | ------------------- | -------------------- | ------------------- | --------- | -------------------------------- | -------------------- |
| ZP          | Pomerània Occidental | Zachodniopomorskie  | Pomerània Occidental | 23.032              | 1.697.500 | Szczecin                         | Voivodats de Polònia |
| PM          | Pomerània            | Pomorskie           | Pomerània            | 18.293              | 2.183.600 | Gdańsk                           | Voivodats de Polònia |
| LB          | Lubusz               | Lubuskie            | Lubusz               | 13.985              | 1.008.400 | Gorzów Wielkopolski Zielona Góra | Voivodats de Polònia |
| DS          | Baixa Silèsia        | Dolnośląskie        | Baixa Silèsia        | 19.948              | 2.904.700 | Wrocław                          | Voivodats de Polònia |
| OP          | Opole                | Opolskie            | Opole                | 9.412               | 1.061.000 | Opole                            | Voivodats de Polònia |
| SL          | Silèsia              | śląskie             | Silèsia              | 12.294              | 4.731.500 | Katowice                         | Voivodats de Polònia |
| WP          | Gran Polònia         | Wielkopolskie       | Gran Polònia         | 29.942              | 3.355.300 | Poznań                           | Voivodats de Polònia |
| KP          | Cuiàvia i Pomerània  | Kujawsko-Pomorskie  | Cuiàvia i Pomerània  | 17.970              | 2.069.200 | Bydgoszcz Toruń                  | Voivodats de Polònia |
| LD          | Łódź                 | Lódzkie             | Łódź                 | 18.223              | 2.607.400 | Łódź                             | Voivodats de Polònia |
| WM          | Vàrmia i Masúria     | Warmińsko-Mazurskie | Vàrmia i Masúria     | 24.202              | 1.428.400 | Olsztyn                          | Voivodats de Polònia |
| DT          | Masòvia              | Mazowieckie         | Masòvia              | 37.715              | 5.128.600 | Varsòvia                         | Voivodats de Polònia |
| PD          | Podlàquia            | Podlaskie           | Podlàquia            | 20.180              | 1.207.700 | Białystok                        | Voivodats de Polònia |
| SK          | Santa Creu           | Swiętokrzyskie      | Santa Creu           | 11.672              | 1.295.900 | Kielce                           | Voivodats de Polònia |
| DL          | Lublin               | Lubelskie           | Lublin               | 25.115              | 2.197.000 | Lublin                           | Voivodats de Polònia |
| MA          | Petita Polònia       | Małopolskie         | Petita Polònia       | 15.141              | 3.245.600 | Cracovia                         | Voivodats de Polònia |
| PK          | Subcarpàcia          | Podkarpackie        | Subcarpàcia          | 17.890              | 2.096.700 | Rzeszów                          | Voivodats de Polònia |